# Dysmicoccus ambiguus
Dysmicoccus ambiguus är en insektsart som först beskrevs av Morrison 1925.  Dysmicoccus ambiguus ingår i släktet Dysmicoccus och familjen ullsköldlöss. Inga underarter finns listade i Catalogue of Life.